# Thyrfing
Thyrfing is een vikingmetalband uit Zweden. De band werd opgericht in het begin van 1995. De teksten zijn vooral gebaseerd op de Noordse mythologie.

## Geschiedenis
In 1995 werd Thyrfing opgericht door Joakim Kristensson, Patrik Lindgren, Kimmy Sjölund en Peter Löf. De naam stamt af van het woord Tyrfing. Tyrfing is een magisch zwaard dat voorkomt in een aantal vertellingen in de Edda's.
In hetzelfde jaar als de oprichting wordt de eerste demo opgenomen, genaamd Solen Svartnar. Deze demo komt terecht bij een aantal Zweedse tijdschriften en platenlabels, maar veel aandacht wordt er nog niet gegeven aan de demo.
In 1996 krijgt Thyrfing er een nieuwe zanger bij. Thomas Väänänen sluit zich aan bij de band en werkt direct mee met de tweede demo die later in 1996 uitgegeven wordt. Deze demo, Hednaland, wordt op een veel grotere schaal verspreid onder platenmaatschappijen over heel de wereld. Dit had tot gevolg dat er in 1997 een contract kon worden ondertekend bij het Nederlandse Hammerheart Records. Een aantal maanden na het ondertekenen van dit contract werd het eerste album opgenomen onder leiding van Tomas Skogsberg in de Sunlight Studios. Dit album met gelijke naam Thyrfing komt in maart 1998 op de markt.
De kritieken op dit debuutalbum waren niet allen positief, maar over het algemeen herkenden vele schrijvers wel dat de band een groot potentieel zou kunnen hebben.
Vlak na de verschijning van het debuutalbum werd de band uitgebreid met een nieuwe gitarist: Vintras (ex-Funeral Mist). Dit bleek geen succes, want het verblijf van hem bleef beperkt tot een zeer korte periode. Vlak voor de opnames van het tweede album werd hij uit de band gegooid.
Het tweede album werd opgenomen in de Abyss Studio onder leiding van Tommy Tägtgren. Na het verschijnen van dit album, dat de naam Valdr Galga meekrijgt, sluit de gitarist Henrik Svegsjö (ex-Ancient Winds) zich aan bij de band.

## Het succes
Valdr Galga bleek in 1999 een periode van succes in te luiden. De critici schreven het album de hemel in. Dit had tot gevolg dat Thyrfing voor haar eerste optreden buiten Zweden werd ingehuurd. Het internationale podiumdebuut vond plaats tijdens Dynamo Open Air. Er zijn mindere festivals te bedenken waar relatief nieuwe band haar internationale debuut kan maken.
Ook tijdens dit optreden maakte de band indruk en de eerste officiële tour volgde een paar weken na Dynamo. Six Feet Under, Vader, Enslaved, Cryptopsy en Nile waren de bands die Thyrfing begeleidden tijdens deze tour.
In 2000 werd getracht het succes van Valdr Galga te verlengen en daar werd ook zeker in geslaagd. Urkraft was het derde album dat (opnieuw onder begeleiding van Tommy Tägtgren) dat werd opgenomen. Dit nieuwe album kreeg opnieuw vele lovende kritieken.

## De Nyckelharpa
Dat de band haar creative vermogens nog niet had uitgeput bleek in 2002. Vansinnesvisor is een album dat op een aantal punten verschilt met haar voorgangers. Zo werd veel geëxperimenteerd met nieuwe zangstijlen en vreemde instrumenten, zoals een nyckelharpa en een zelfgemaakte percussie. Hiernaast werd besloten om alle lyrics in het Zweeds op te nemen. Met dit nieuwe album werden nieuwe fans aangesproken en de positie binnen het metalgenre werd verstevigd.

## Het heden
In de tijd na Vansinnesvisor doet Thyrfing het even iets rustiger aan. Naast een paar concerten (bijvoorbeeld op Wacken Open Air in 2003) ging de band er in 2004 zelfs helemaal eens tussen uit. In 2005 werd er voor een nieuw platenlabel getekend; namelijk het Zweedse Regain Records. Na een half jaar doorgebracht te hebben in de studio kwam aan het eind van 2005 alweer het zesde album (Farsotstider) op de markt. Toch bleek dat na vijf eerdere albums, de band nog steeds muzikaal weet te vernieuwen.
Farsotstider is in vergelijking met de eerdere albums een stuk ruwer en harder. De black- en deathmetalinvloeden zijn duidelijk aanwezig en het folky gedeelte wordt wat meer naar de achtergrond verdrongen. Dit heeft tot gevolg dat fans van de meer extremere metalstijlen door dit album opeens ook in aanraking komen met Thyrfing. Natuurlijk is dit zeker geen slechte zaak. De kritieken voor dit album zijn opnieuw zeer lovend, ondanks de iets andere stijl.
In 2006 maakt Thyrfing haar eerste opwachting op een concert in Noord-Amerika. Op het Heathen Crusade Metal Fest in de Verenigde Staten wordt gespeeld samen met Moonsorrow en Primordial. Hiernaast is in de zomer van dit jaar ook gespeeld op een drietal aansprekende festivals in Europa, namelijk Gates of Metal in Zweden, Party San en Summer Breeze (beide in Duitsland).

## Huidige samenstelling
- Jens Rydén - zang
- Patrik Lindgren - gitaar
- Fredrik Hernborg - gitaar
- Joakim Kristensson - basgitaar,  synthesizer
- Dennis Ekdahl - drums

## Ex-leden
- Thomas Väänänen - zang
- Vintras - gitaar
- Henrik Svegsjö - gitaar
- Kimmy Sjölund - basgitaar
- Peter Löf - synthesizer

## Discografie

### Demo's
- Solen Svartnar (1995) (heruitgave in 1999 als ep)
- Hednaland (1996)

### Albums
- Thyrfing (album) (1998)
- Hednaland (1999) (compilatie van de twee demo's)
- Valdr Galga (1999)
- Urkraft (2000)
- Vansinnesvisor (2002)
- Farsotstider (2005)
- Hels Vite (2008)
- De Ödeslösa (2013)
- Vanagandr (2021)